# Arizona State Route 82
Die Arizona State Route 82 (kurz AZ 82) ist eine State Route im US-Bundesstaat Arizona, die in West-Ost-Richtung verläuft.
Die State Route beginnt am Interstate 19 in der Stadt Nogales und endet nördlich von Tombstone an der Arizona State Route 80. Im Verlauf der State Route trifft er nach der Hälfte der Strecke die Arizona State Route 83 und nach dreiviertel überschreitet er die Arizona State Route 90. Der Abschnitt zwischen Patagonia und Nogales wird auch Patagonia Road oder Patagonia Highway genannt.